# Emil Johannes Guttzeit
Emil Johannes Guttzeit (né le 1er mars 1898 à Königsberg et mort le 18 mai 1984 à Bad Ems) est un auteur et historien local allemand qui a vécu et travaillé en Prusse-Orientale et à Diepholz. Il s'est concentré sur des publications sur des sujets de la Prusse-Orientale et de Diepholz. Guttzeit est citoyen d'honneur de la ville de Diepholz.

## Biographie
Après l'école de Königsberg de 1904 à 1914, Emil Johannes Guttzeit se forme de 1914 à 1917 pour devenir enseignant à la Präparande de Königsberg et à l'école normale de Preußisch Eylau. De 1917 à 1918, il est soldat pendant la Première Guerre mondiale. De 1919 à 1940, il travaille comme enseignant dans diverses écoles de l'arrondissement d'Heiligenbeil. En 1933, il réussit son examen de professeur d'école secondaire à Königsberg dans les matières d'histoire et de géographie. De 1940 à 1944, il est soldat (en tant que professeur de lycée de l'armée et en tant que soldat de première ligne) pendant la Seconde Guerre mondiale, puis en captivité britannique. Il est ensuite ouvrier temporaire du bâtiment à Osnabrück.
À partir de 1946, Guttzeit peut exercer à nouveau sa profession savante en tant que professeur de collège - d'abord à Buchholz près de Hambourg et à partir de 1947 au collège de Diepholz. Il y est nommé directeur du collège en 1959. Guttzeit prend sa retraite en tant qu'enseignant en 1963 et peut désormais consacrer plus de temps à ses études et publications historiques.
En tant que jeune enseignant à l'âge de 24 ans, Guttzeit commence à mener des études généalogiques et d'histoire locale et à collecter des noms de terrain et des légendes. Il travaille dans diverses archives, y compris régulièrement dans les archives d'État prussiennes de Königsberg.

## Publications

### Récit
- Se schuwt datt Brotke im Oawe zinn

### Publications sur la région de Diepholz
- Diepholz und seine Straßen. Diepholz/Hannover 1954
- Von der Burgkapelle zur St. Michaeliskirche in Diepholz. Ein geschichtlicher Rückblick auf die Gotteshäuser der evang.-luther. Kirchengemeinde Diepholz. Diepholz 1963
- Das erste Jahrhundert. Die hundertjährige Geschichte einer Sparkasse im Spiegel der Zeit. 1. April 1865 – 1. April 1965. Diepholz 1965
- (Bearb./Hrsg.) zusammen mit Herbert Major (de): Das Bürgerbuch der Stadt Diepholz 1788–1851. Diepholz 1979
- Geschichte der Stadt Diepholz. 1. Teil (Hrsg.: Stadt Diepholz), Diepholz 1982

### Publications sur l'arrondissement d'Heiligenbeil en Prusse-Orientale
- Die Ordensburg Balga. Heiligenbeil 1925.
- Die Kirche in Bladiau und ihre familiengeschichtlichen Denkmäler. Heiligenbeil 1930.
- 600 Jahre Grunau, Kreis Heiligenbeil. Heiligenbeil 1931.
- 600 Jahre Hohenfürst. Heiligenbeil 1932.
- Volkstümliche Sagen aus unserer natangischen Heimat. Gesammelt und herausgegeben für die Jugend. Heiligenbeil 1934.
- 700 Jahre Balga. Heiligenbeil 1939.
- Heiligenbeil und sein Bürgerbuch von 1770–1918. Königsberg 1939.
- 100 Jahre Kreissparkasse Heiligenbeil. Geschichtlicher Rückblick auf Gründung und Entwicklung der Sparkasse des Kreises Heiligenbeil. Heiligenbeil 1942.
- Jäcknitz: Rosen und Woyditten. Die Geschichte eines ostpreußischen Ritterguts. Kiel 1957.
- Der Kreis Johannisburg. Ein ostpreußisches Heimatbuch. Würzburg 1964.
- Das Bürgerbuch der Stadt Heiligenbeil von 1770–1918. Hamburg 1969.
- Ostpreußen in 1440 Bildern. Geschichtliche Darstellungen. Leer 1972, 1973, 1976, 1984, Rheda-Wiedenbrück/Gütersloh 2001, Würzburg 2001, Augsburg 2006.
- Der Kreis Heiligenbeil. Ein ostpreußisches Heimatbuch. (Hrsg.: Kreisgemeinschaft Heiligenbeil), Leer 1975.
- Natangen. Landschaft und Geschichte. Marburg/Lahn 1977.
- Ostpreußische Städtewappen. (Hrsg.: Landsmannschaft Ostpreußen, Abt. Kultur), Waiblingen 1981.

En outre, un grand nombre (plusieurs centaines) d'ouvrages plus grands et plus petits dans des journaux et des magazines, des calendriers et des carnets d'adresses, etc. sont créés à la fois en Prusse-Orientale et à Diepholz.

## Honneurs
- 1971 Récompensé de l'insigne d'or d'honneur de la Landsmannschaft Ostpreußen
- 1977 Prix de l'Ordre du mérite de la République fédérale d'Allemagne ("... en reconnaissance des services spéciaux rendus au peuple et à l'État")
- 1983 citoyen d'honneur de la ville de Diepholz ("... a apporté une contribution particulière en tant qu'archiviste de la ville pour la recherche d'histoire locale de notre région et en tant qu'auteur de la première présentation cohérente de l'histoire de la ville de Diepholz")
- 1983 Remise de la médaille des citoyens de Königsberg (de) par la ville de Königsberg ("en reconnaissance de ses services en tant que chroniqueur de Prusse-Orientale et éditeur de longue date du calendrier 'Der redliche Ostpreuße'")